# 초소형전기자동차
초소형전기자동차는 대한민국 법규상 경차와 이륜차 사이 규격으로 구분되는 배터리식 전기자동차 분류이다.

## 기준
「자동차관리법 시행규칙」 [시행 2021. 10. 14.] [국토교통부령 제900호, 2021. 10. 14., 일부개정]의 「별표 1」 <개정 2021. 8. 27>에서는 초소형자동차를 다음과 같은 조건을 만족하는 승용차 혹은 화물차로 정의하고 있다.
- 배기량: 250cc (내연기관자동차) 혹은 최고정격출력 15kW (전기자동차) 이하
- 길이: 3.6m 이하
- 너비: 1.5m 이하
- 높이: 2.0m 이하

이에 더해 자동차 및 자동차 부품의 성능과 기준에 관한 규칙 [시행 2021. 8. 27.] [국토교통부령 제882호, 2021. 8. 27., 타법개정]의 제6조에서는 초소형자동차의 중량을 제한하고 있다.
- 승용차: 600kg 이하
- 화물차: 750kg 이하

초소형전기자동차는 초소형자동차에 더해 「환경친화적 자동차의 요건 등에 관한 규정」 [시행 2021. 1. 29.] [산업통상자원부고시 제2021-24호, 2021. 1. 29., 일부개정]에 따라 다음과 같은 조건을 만족해야 한다.
- 1회충전 주행거리: 「자동차의 에너지소비효율 및 등급표시에 관한 규정」에 따른 복합 1회충전 주행거리 55 km 이상

- 최고속도: 80 km/h 로 제한

## 규제 및 정책
초소형전기자동차는 도로교통법 제6조에 의해 고속도로를 포함한 자동차 전용도로로 운행할 수 없는 대신 일부 안전 규정이 적용되지 않는다. 또한 다른 친환경자동차와 마찬가지로 구매 시 국고보조금 및 지자체 보조금 혜택을 받을 수 있다.

## 목록
다음은 정부의 무공해차 통합누리집에서 보조금 지급 대상으로 명시하는 초소형 승용차 및 화물차의 목록이다.
| 분류 | 제조사       | 모델명                       | 비고                                                       |
| ---- | ------------ | ---------------------------- | ---------------------------------------------------------- |
| 승용 | 르노삼성     | 트위지 (TWIZY) K1J05         |                                                            |
| 승용 | 대창모터스   | 다니고 (DANIGO)              |                                                            |
| 승용 | KST일렉트릭  | 마이브 M1 (Maiv M1)          | 금일양광(今日阳光; Today Sunshine) M1 기반                 |
| 승용 | 쎄보모빌리티 | 쎄보-C (CEVO-C)              |                                                            |
| 승용 | 쎄보모빌리티 | 쎄보-C SE (CEVO-C SE)        |                                                            |
| 화물 | 에디슨EV     | D2P                          | 즈더우(知豆) D2P 기반                                      |
| 화물 | 에디슨EV     | D2C                          | 즈더우(知豆) D2C 기반                                      |
| 화물 | 대창모터스   | 다니고 III (DANIGO III)      |                                                            |
| 화물 | 대창모터스   | 다니고 III (DANIGO III) 픽업 |                                                            |
| 화물 | 마스타전기차 | 마스타 VAN (Masta VAN)       | 지아위안(嘉远微车; Jiayuan EV) 아이돌라(灵族; Eidola) 기반 |
| 화물 | 마스타전기차 | 마스타 HIM (Masta HIM)       | 지아위안(嘉远微车; Jiayuan EV) 아이돌라(灵族; Eidola) 기반 |
| 화물 | 디피코       | 포트로 (Potro)               |                                                            |
| 화물 | 디피코       | 포트로 (Potro) 탑            |                                                            |
| 화물 | 디피코       | 포트로 (Potro) 픽업          |                                                            |
| 화물 | 디피코       | 포트로 (Potro) 탑 S          |                                                            |
| 화물 | 디피코       | 포트로 (Potro) 픽업 S        |                                                            |